# Sinployea decorticata
Sinployea decorticata е изчезнал вид коремоного от семейство Charopidae.

## Разпространение
Видът е разпространен на остров Раротонга, острови Кук.